# Ali Mardan Khan
Ali Mardan Khan (+ 1753) fou cap dels bakhtiyaris de Pèrsia.
El 1747 fou assassinat Nadir Shah i el país va caure en l'anarquia. En 1750 es va formar una junta formada per Ali Mardan Khan, Muhammad Karim Khan i Abu l-Fath Khan Bakhtyari per administrar la Pèrsia occidental sota pretext d'estabilitzar un imperi neosafàvida sota un monarca titella de nom Ismaïl III de Pèrsia. Karim fou el cap militar, Ali Mardan el wakil (regent o tutor del xa) i Abu l-Fath va romandre com a governador. Altres caps no el van reconèixer però Karim es va imposar a Azad Khan Afgan el 1758 a Tabriz i el 1759 a Muhammad Hasan Khan a Astarabad. El verdader governant fou Karim Khan. Uns mesos després, mentre Karim Khan feia campanya a Kurdistan, Ali Mardan Khan va empresonar Abu l-Fath Khan Bakhtyari i el va fer cegar i poc després el va fer matar, i el va substituir pel seu cosí al que va enviar a ocupar Fars. Això va precipitar el trencament entre Ali Mardan, considerat popularment un opressor, i Karim Khan, molt més benvolent; aquest darrer, convençut que el seu rival el mataria també, es va avançar, es va dirigir a Esfahan que va reconquerir en 1751 i el va derrotar, i Karim va agafar llavors el càrrec de wakil al-Dawla (Regent de la dinastia). Ali va haver de fugir i va poder reorganitzar les seves forces i al començar el 1753 va proclamar un pretendent al tron (Sultan Husayn II) del que fou wakil però fou assassinat per Muhammad Khan, un suposat parent de Karim Khan Zand el juny de 1753